# Cantó de Nantes-6
El cantó de Nantes-6 (bretó Kanton Naoned-6) és una divisió administrativa francesa situat al departament de Loira Atlàntic a la regió de Loira Atlàntic, però que històricament ha format part de Bretanya.

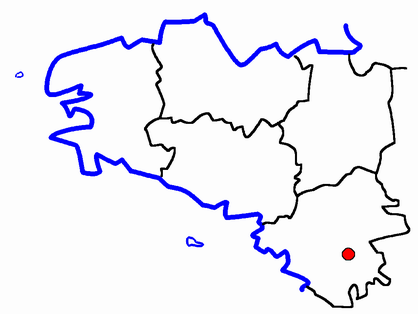
Situació del cantó

## Composició
El cantó aplega el quartier Île de Nantes de la comuna de Nantes.

## Història
| Data d'elecció                           | Identitat             | Partit | Qualitat |
| ---------------------------------------- | --------------------- | ------ | -------- |
| 1982-2008                                | Jean-Pierre Le Ridant | RPR    |          |
| 2008-                                    | Pascale Scilbo        | PS     |          |
| les dades anteriors no són pas conegudes |                       |        |          |
|                                          |                       |        |          |